# 김녹원
김녹원(2003년 5월 17일 ~ )은 KBO 리그 NC 다이노스의 투수이다.

## NC 다이노스시절
2022년에 입단하였다. 2025년 5월 4일 롯데 자이언츠와의 경기에 출전하며 데뷔 첫 경기를 치렀고, 경기에서 3이닝 4실점 4자책을 기록하였다.

## 출신 학교
- 광주학강초등학교
- 무등중학교
- 광주제일고등학교